# Чартерис, Люк
Люк Кэли Чартерис (англ. Luke Caley Charteris, родился 9 марта 1983 в Кемборне) — валлийский регбист, выступавший на позиции лока в сборной Уэльса.

## Карьера

### Клубная
С 2001 по 2012 годы выступал в Кельтской лиге за команды «Лланелли Скарлетс» (2001—2003) и «Ньюпорт Гвент Дрэгонс» (2003—2012), также играл за фарм-клуб «Ньюпорт» (2003—2014). С августа 2011 года был капитаном «драконов». В мае 2012 года Чартерис присоединился к «Перпиньяну» из Топ-14. 6 июня 2014 года перешёл в «Расинг Метро 92» после того, как «Перпиньян» вылетел в Про Д2. 23 ноября 2015 года перешёл в «Бат», заключив контракт сроком на три года. По окончании сезона 2018/2019 завершил карьеру, заявив, что продолжит работу как тренер по розыгрышу коридоров в штабе «Бата».

### В сборной
Выступал за сборные до 19 и до 21 года. Дебютировал 6 ноября 2004 в тест-матче против ЮАР. Участвовал в осеннем турне сборной Уэльса в октябре 2008 года, играл в Кубке шести наций 2009, 2010, 2011, 2012, 2014 и 2015 годов. В августе 2011 года был включён в заявку на чемпионат мира в Новой Зеландии, где Уэльс занял 4-е место.
Во время серии осенних тест-матчей 2013 года играл против Тонга, принеся команде победу 17:7 и став лучшим игроком матча. 20 января 2015 года был включён в заявку на Кубок шести наций. Сыграл осенью на чемпионате мира в Англии.